# IC 4003
IC 4003  ist eine Galaxie vom Hubble-Typ S? im Sternbild Jagdhunde am Nordsternhimmel. Sie ist schätzungsweise 452 Millionen Lichtjahre von der Milchstraße entfernt und hat einen Durchmesser von etwa 95.000 Lj.

In ihrer unmittelbarer Nachbarschaft befindet sich die Galaxie IC 4004.
Das Objekt wurde am 21. März 1903 von Max Wolf entdeckt.